# Rebecca Woodgate
 (octobre 2024).
Rebecca Woodgate est professeure à l'université de Washington. Elle est connue pour ses travaux sur la circulation océanique dans les régions polaires, et notamment dans le détroit de Béring.

## Formation et carrière scientifique
Woodgate est titulaire d'une licence de l'université de Cambridge (1990) et d'un doctorat de l'université d'Oxford (1994). Après son doctorat, elle est chercheuse postdoctorale à l'Institut Alfred Wegener pour la recherche polaire et marine. En 1999, elle rejoint l'université de Washington et, depuis 2022, elle est professeur à l'université de Washington.

## Recherches
Les premières recherches de Rebecca Woodgate portent sur l'assimilation des données dans les modèles et les courants près du Groenland. Elle étudie les propriétés physiques des masses d’eau dans l’océan Arctique et le mouvement des masses d’eau dans la région,. Ses recherches portent également sur le flux d’eau douce à travers le détroit de Béring et sur les changements dans l’écoulement de l’eau à travers le détroit de Béring au fil du temps,. Les recherches de Woodgate contribuent également à la compréhension du rôle de l’eau douce dans l’Arctique,, et des interactions entre l’océan Arctique et la glace de mer dans la région,. Ses recherches utilisent des instruments ancrés pour observer les conditions dans l'océan Arctique,.

## Publications
- Woodgate, « Revising the Bering Strait freshwater flux into the Arctic Ocean », Geophysical Research Letters, vol. 32, no 2,‎ 2005 (ISSN 0094-8276, DOI 10.1029/2004gl021747, Bibcode 2005GeoRL..32.2602W, S2CID 129640531)
- Serreze, Barrett, Slater et Woodgate, « The large-scale freshwater cycle of the Arctic », Journal of Geophysical Research, vol. 111, no C11,‎ 21 novembre 2006 (ISSN 0148-0227, DOI 10.1029/2005jc003424, Bibcode 2006JGRC..11111010S)
- (en) Woodgate, « Increases in the Pacific inflow to the Arctic from 1990 to 2015, and insights into seasonal trends and driving mechanisms from year-round Bering Strait mooring data », Progress in Oceanography, vol. 160,‎ 1er janvier 2018, p. 124–154 (ISSN 0079-6611, DOI 10.1016/j.pocean.2017.12.007, Bibcode 2018PrOce.160..124W)
- Woodgate, Weingartner et Lindsay, « The 2007 Bering Strait oceanic heat flux and anomalous Arctic sea-ice retreat », Geophysical Research Letters, vol. 37, no 1,‎ 2010, n/a (ISSN 0094-8276, DOI 10.1029/2009gl041621, Bibcode 2010GeoRL..37.1602W, S2CID 38378097, lire en ligne)
- (en) Woodgate, Weingartner et Lindsay, « Observed increases in Bering Strait oceanic fluxes from the Pacific to the Arctic from 2001 to 2011 and their impacts on the Arctic Ocean water column », Geophysical Research Letters, vol. 39, no 24,‎ 2012 (ISSN 1944-8007, DOI 10.1029/2012GL054092, Bibcode 2012GeoRL..3924603W, S2CID 12841025)